# José Borgatti
José Borgatti (* 17. September 1891 in Buenos Aires; † 26. Oktober 1973 in San Miguel) war ein argentinischer Geistlicher.
Borgatti wurde am 17. Juni 1916 zum Priester für die Salesianer Don Boscos geweiht. Als 1935 das Bistum Viedma gegründet wurde, ernannte Bischof Nicolás Esandi ihn zum ersten Generalvikar. Am 29. August 1953 ernannte Papst Pius XII. ihn zum Bischof von Viedma. Mario Zanin, Apostolischer Nuntius in Argentinien, weihte ihn am 25. Oktober 1953 zum Bischof. Mitkonsekratoren waren Emilio Sosa Gaona, Bischof von Concepción, SDB, und Vladimiro Boric Crnosija, SDB, Bischof von Punta Arenas. Am 31. Oktober 1953 wurde er inthronisiert. Aus gesundheitlichen Gründen bat er Papst Paul VI. um seinen Rücktritt. Darauf ernannte er am 8. April 1968 seinen Weihbischof Miguel Ángel Alemán Eslava zum Apostolischen Administrator, der das Amt bis 4. April 1975 innehatte. Borgatti blieb aber weiterhin Bischof und führte auch weiterhin Handlungen wie Kapellenweihen durch.
Borgatti nahm an alle vier Sitzungsperioden des Zweiten Vatikanischen Konzils als Konzilsvater teil.